# Ben Gazzara
Biagio Anthony Gazzara (Nueva York, Estados Unidos, 28 de agosto de 1930 - Nueva York, Estados Unidos, 3 de febrero de 2012), conocido como Ben Gazzara, fue un actor estadounidense de cine, televisión y teatro.

## Primeros años
Nació en la ciudad de Nueva York, hijo de inmigrantes italianos, Angela Consumano y Antonio Gazzara, obrero y carpintero. Gazzara creció en el Lower East Side de Manhattan, donde participó de un curso de teatro en Madison Square. Más tarde estudió a la Stuyvesant High School de Nueva York. Años más tarde, comentó que descubrir su amor por la actuación lo salvó de una vida criminal durante su época como adolescente. A pesar de su evidente talento interpretativo, Gazzara fue al City College de New York para cursar la carrera de ingeniería eléctrica, aunque después de dos años lo dejaría para entrar a estudiar en La Nueva Escuela (del director alemán Erwin Piscator) y el Actors Studio.

## Carrera
En la década de 1950 trabajaría en producciones teatrales de Broadway, siendo una de las más destacables la obra de Tennessee Williams La gata sobre el tejado de zinc, llevada al cine por Elia Kazan. A pesar de ello perdió la posibilidad de debutar en el cine con este papel, ya que recaería en Paul Newman. Su primer papel en el cine llegaría, pues, con la película de 1957 The Strange One. De 1965 a 1968 protagonizó también en TV la serie Alma de Acero, donde interpretaba el papel de un hombre con una enfermedad terminal que recorre el mundo tratando de disfrutar de sus últimos meses de vida y pasando a la vez por distintas vivencias y situaciones.
Pero el papel por el que Gazzara saltaría a la fama sería con el del teniente Frederick Manion en la película de Otto Preminger Anatomía de un asesinato. A ésta seguirían Vivir es lo que importa (1961), A Rage to Live (1965), El puente de Remagen (1969), Capone (1975), El viaje de los malditos (1976), ¿Quien mató a J.F. Kennedy? (1977) o High Velocity (1977).  
De todas maneras, sus intervenciones más notables son las que estaban relacionadas con su amigo y director John Cassavetes en la década de 1970. Gazzara colaboraría por primera vez con este director en la película de Cassavetes Maridos (1970), donde aparecía junto a Peter Falk y el propio Cassavetes. La colaboración se alargaría en The Killing of a Chinese Bookie, donde Gazzara interpretaría el papel principal como el propietario de un local de strip tease, Cosmo Vitelli. Y un año después, Gazzara protagonizaría una tercera película a las órdenes de Casavettes, Noche de estreno, en la que compartiría protagonismo junto a la esposa del director Gena Rowlands.
En la década de 1980, Gazzara destacó en películas como Saint Jack y They All Laughed, de Peter Bogdanovich, y el controvertido telefilm An Early Frost (1985), en el que vuelve a compartir trabajo con Rowlands. En los año 1990, Gazzara apareció en 38 películas y otras tantas producciones televisivas. Entre ellas destacan El gran Lebowski (1998), de los hermanos Coen, y El secreto de Thomas Crown, de John McTiernan, y en la serie televisiva La ley y el orden. 
Una de sus últimas grandes apariciones fue la de ciego en el proyecto de Lars von Trier, Dogville. Su último papel lo interpretó en 2011, encarnando al tío Giovanni en la película La casa de Gino, una comedia francesa de Samuel Benchetrit.
Falleció el 3 de febrero de 2012 a consecuencia de un cáncer de páncreas.

## Filmografía
- The Strange One (1957), de Jack Garfein.
- Anatomía de un asesinato (Anatomy of a Murder) (1959), de Otto Preminger.
- Llegan los bribones (Risate di gioia) (1961), de Mario Monicelli.
- Vivir es lo que importa (The Young Doctors) (1961), de Phil Karlson.
- La ciudad prisionera (La città prigioniera) (1962), de Joseph Anthony.
- Cuatro convictos (Convicts 4) (1962), de Millard Kaufman.
- A Rage to Live (1965), de Walter Grauman.
- Alma de Acero (Run for Your Life)  (1965-1968), Serie de TV de Roy Huggins.
- Si hoy es martes, esto es Bélgica (If It's Tuesday, This Must Be Belgium) (1969), de Mel Stuart.
- El puente de Remagen (The Bridge at Remagen) (1969), de John Guillermin.
- Maridos (Husbands) (1970), de John Cassavetes.
- Pursuit (1972), de Michael Crichton.
- La ruta del opio (Afyon oppio) (1972), de Ferdinando Baldi.
- División Bola de Fuego (Fireball Forward) (1972), de Marvin J. Chomsky.
- Odisea bajo el mar (The Neptune Factor) (1973), de Daniel Petrie.
- QB VII (1974), de Tom Gries.
- Capone (1975), de Steve Carver.
- El asesinato de un corredor de apuestas chino (The killing of a Chinese Bookie) (1976), de John Cassavetes.
- El viaje de los malditos (Voyage of the Damned) (1976), de Stuart Rosenberg.
- Noche de estreno (Opening Night) (1977), de John Cassavetes.
- High Velocity (1977), de Remi Kramer.
- La muerte de Richie (The Death of Richie) (1977), de Paul Wendkos.
- Lazos de sangre (Bloodline) (1979), de Terence Young.
- Saint Jack, el rey de Singapur (Saint Jack) (1979), de Peter Bogdanovich.
- Inchon (1981), de Terence Young.
- Todos rieron (They All Laughed) (1981), de Peter Bogdanovich.
- Ordinaria locura (Storie di ordinaria follia) (1981), de Marco Ferreri.
- Escarcha de verano (An Early Frost) (1985), de John Erman.
- Project (Il giorno prima) (1987), de Giuliano Montaldo.
- Downpayment on Murder (1987), de Waris Hussein.
- Don Bosco con Patsy Kensit, Piera Degli Esposti y Philippe Leroy (1988), de Leandro Castellani.
- De profesión: duro (Road House) (1989), de Rowdy Herrington.
- Más rápido que el ojo (Quicker Than the Eye) (1989), de Nicolas Gessner.
- Los de enfrente (Les gens d’en face) (1993), de Jesús Garay.
- Vidas paralelas (Parallel Lives) (1994), de Linda Yellen.
- Nefertiti, la hija del sol (Nefertiti, figlia del sole) (1994), de Guy Gilles.
- La escena del crimen (Scene of the Crime) (1996), de Terence H. Winkless.
- Conspiración en la sombra (Shadow Conspiracy) (1997), de George P. Cosmatos.
- Despedida de soltero (Stag) (1997), de Gavin Wilding.
- La trama (The Spanish Prisoner) (1997), de David Mamet.
- Buffalo '66 (1998), de Vincent Gallo.
- Happiness (1998), de Todd Solondz.
- Illuminata (1998), de John Turturro.
- Demasiado cansado para morir (Too Tired to Die) (1998), de Wonsuk Chin.
- El ángel negro (Angelo nero) (1998), de Roberto Rocco.
- El tesoro de Damasco (Il tesoro di Damasco) (1998), de José María Sánchez Silva.
- Testigo inesperado (Valentine’s Day) (1998), de Duane Clark.
- El gran Lebowski (The Big Lebowski) (1998), de Joel Coen.
- The Thomas Crown Affair (The Thomas Crown Affair) (1999), de John McTiernan.
- Blue Moon (2000), de John A. Gallagher.
- El misterio de Wickwirehouse (Believe) (2000), de Robert Tinnell.
- La canción de Brian (Brian’s Song) (2001), de John Gray.
- Ciegas de amor (Hysterical Blindness) (2002), de Mira Nair.
- Dogville (2003), de Lars von Trier.
- Schubert (2005), de Jorge Castillo.
- Juan Pablo II (TV miniseries - Pope John Paul II) (2005), de John Kent Harrison.
- Buscando a Palladin (2008), de Andrzej Krakowski.
- Chez Gino (2010), de Samuel Benchetrit.
- 13 (2010), de Gela Babluani.

## Premios y distinciones
Festival Internacional de Cine de San Sebastián
| Año  | Categoría       | Resultado |
| ---- | --------------- | --------- |
| 2005 | Premio Donostia | Ganador   |